# Mélas (fils de Poséidon)
Pour les articles homonymes, voir Melas.
Dans la mythologie grecque, Mélas (en grec ancien Μέλας / Mélas) est le fils de Poséidon et d'une nymphe de l'île de Chios, et le frère d'Agélos (de).

## Mythe
D'après Ion de Chios, cité par Pausanias dans sa Description de la Grèce, Mélas est le fils de Poséidon et d'une nymphe de l'île de Chios, et le frère d'Agélos,.
Pseudo-Plutarque, dans le De fluviis (en) évoque un Mélas, fils de Poséidon, ayant donné son nom au fleuve éponyme, avant que celui-ci ne se nomme le Nil, : les deux peuvent être ou non le même personnage[réf. souhaitée].

## Postérité
Dans le livre XXXVI de l'Histoire naturelle, Pline l'Ancien mentionne une dynastie de sculpteurs chiotes, sur plusieurs générations : Mélas, Mikkiadès, Archermos, Boupalos et Athénis. La mention de Mélas est peut-être due à une confusion avec une base de statue de Délos, dédicacée par Mikkiadès et Archermos : le Mélas mythologique, héros fondateur de Chios, est cité, désignant l'île de manière poétique,,.

### Sources antiques
1. ↑  Pausanias, Description de la Grèce [détail des éditions] [lire en ligne], VII, 4, 6.
2. ↑  Pseudo-Plutarque, De fluviis (en) [lire en ligne], XVI, 1.
3. ↑  Pline l'Ancien, Histoire naturelle [détail des éditions] [lire en ligne], XXXVI, 11-14.